# Hy Lạp thuộc La Mã
Hy Lạp thuộc La Mã là thời đại người La Mã chinh phục và cai trị lãnh thổ của vùng mà ngày nay là nước Hy Lạp.  Thời đại này bao trùm khoảng thời gian mà Hy Lạp cổ bị xâm chiếm bởi Cộng hoà La Mã và sau đó là Đế quốc La Mã.  Trong lịch sử Hy Lạp, kỉ nguyên thuộc La Mã bắt đầu bằng sự thất bại của thành bang Corinth trong Trận Corinth năm 146 trước Công nguyên. Dù sao, trước khi Chiến tranh Achaean bùng nổ, Cộng hoà La Mã đã liên tục giành quyền kiểm soát phần đất liền của Hy Lạp với sự đánh bại Vương quốc Macedon trong một chuỗi xung đột mang tên Các cuộc chiến tranh Macedonia. Chiến tranh Macedonia lần thứ tư kết thúc sau Trận Pydna năm 148 trước Công nguyên với sự thất bại của nhà cai trị không chính danh thuộc hoàng gia Macedonia Andriscus.
Sự cai trị dứt khoát của La Mã đối với thế giới Hy Lạp cổ được thiết lập sau Trận Actium (năm 31 trước Công nguyên), trong đó Augustus đánh bại Cleopatra VII, nữ hoàng Ai Cập thuộc Nhà Ptolemaios, và tướng La Mã Mark Antony, và sau đó đánh chiếm Alexandria - thành phố lớn cuối cùng của Ai Cập thời Hy Lạp hoá (năm 30 trước Công nguyên).  Trong giai đoạn này, thành phố Byzantium được hoàng đế Constantine Đại đế chấp nhận là Nova Roma, tức thủ đô của Đế quốc La Mã; năm 330 sau Công nguyên, thành phố được đổi tên là Constantinople. Sau này, Đế quốc Đông La Mã trở thành Đế quốc Byzantine, kế thừa cả văn hoá Hy Lạp và La Mã cổ đại.

## Thời kì thuộc Cộng hoà La Mã

Lược đồ La Mã đánh chiếm Hy Lạp cổ đại trong thế kỉ thứ hai trước Công nguyên

Bán đảo Hy Lạp thất thủ về tay Cộng hoà La Mã trong Trận Corinth (năm 146 trước Công nguyên), khi mà Macedonia trở thành một tỉnh của La Mã. Trong khi ấy, miền Nam Hy Lạp đứng dưới sự cai trị của bá quyền La Mã, nhưng một số thành bang then chốt Hy Lạp vẫn giữ quyền tự trị một phần và không chịu nộp thuế trực tiếp cho người La Mã.
Năm 88 trước Công nguyên, thành bang Athens và các thành bang khác ở Hy Lạp nổi dậy chống La Mã và bị đàn áp bởi tướng Lucius Cornelius Sulla. Trong các cuộc nội chiến của Cộng hoà La Mã, Hy Lạp bị tàn phá về cả kinh tế lẫn cơ sở vật chất cho đến khi Augustus tổ chức lại bán đảo này thành tỉnh Achaea vào năm 27 trước Công nguyên. Ban đầu, sự xâm lăng của người La Mã đã tàn phá nền kinh tế, nhưng nó đã dễ dàng khôi phục trở lại dưới sự cai trị của La Mã giai đoạn sau chiến tranh. Hơn thế, các thành phố Hy Lạp ở Tiểu Á khôi phục với nhịp độ nhanh hơn các thành phố ở bán đảo Hy Lạp, nơi mà hứng chịu sự tàn phá nghiêm trọng trong cuộc chiến tranh với Sulla.
Với vị thế của một đế quốc, La Mã đầu tư tài nguyên và xây dựng lại các thành phố của Hy Lạp thuộc La Mã, và đặt Corinth là thủ phủ của tỉnh Achaea, và Athens đã thành công với vai trò là trung tâm của triết học, giáo dục và tri thức.

## Thời kì thuộc Đế quốc La Mã

### Giai đoạn đầu
Cuộc sống ở Hy Lạp tiếp tục dưới thời Đế quốc La Mã không khác lắm so với nó trước kia. Văn minh La Mã cổ đại chịu ảnh hưởng sâu nặng bởi Hy Lạp cổ; như thi sĩ Horace nói rằng, Graecia capta ferum victorem cepit (tiếng Latin) ("Tù nhân Hy Lạp bắt lại kẻ chinh phục man rợ của cô ta").  Truyện thơ của Homer gợi cảm hứng cho Aeneis của Virgil, và các tác giả như Seneca Trẻ viết với phong cách Hy Lạp. Một số quý tộc La Mã coi người Hy Lạp là lạc hậu và tầm thường, nhưng nhiều người khác đi theo văn học và triết lý của người Hy Lạp. Ngôn ngữ Hy Lạp trở thành thứ được ưa thích bởi giới tinh hoa và có giáo dục ở La Mã, như Scipio Africanus, người có xu hướng học hỏi triết học và coi văn hoá và khoa học Hy Lạp cổ là một tấm gương để noi theo.
Hoàng đế La Mã Nero thăm Hy Lạp năm 66 sau Công nguyên, và trình diễn ở Đại hội Olympic cổ đại bất chấp luật cấm người không phải Hy Lạp tham gia.
Nhiều đền đài và công trình công cộng đã được xây dựng ở Hy Lạp bởi các hoàng đế và quý tộc La Mã giàu có, đặc biệt là ở Athens. Julius Caesar bắt đầu khởi công Quảng trường La Mã tại Athens, mà được hoàn thành bởi Augustus. Cổng chính của Quảng trường này, với tên gọi Cổng Athena Archegetis dành để tưởng nhớ Nữ thần Athena - thần bảo hộ của thành phố Athens.
Thời kì Thái bình La Mã là thời kì hòa bình lâu dài nhất trong lịch sử của Hy Lạp, và Hy Lạp trở thành ngã tư hàng hải chính giữa kinh đô Rôma và vùng nói tiếng Hy lạp nửa phía Đông của Đế quốc. Tiếng Hy Lạp trở thành lingua franca của các tỉnh phía Đông và tại Ý, nhiều nhà trí thức Hy Lạp như Galen có thể thể hiện phần lớn công trình của họ tại Rôma.
Trong giai đoạn này, Hy Lạp và phần lớn phía Đông của Đế quốc La Mã bắt đầu dần chịu ảnh hưởng của Kitô giáo sơ khai. Tông đồ Paul của Tarsus thuyết giáo tại thành phố Philippi, Corinth và Athens, và Hy Lạp sớm thành một trong những vùng Kitô hóa cao của toàn đế chế.

### Giai đoạn sau
Trong thế kỉ II và III sau Công nguyên, Hy Lạp được chia thành các tỉnh bao gồm Achaea, Macedonia, Epirus và Thrace.